# Isparta (circonscription électorale)
La circonscription électorale d'Isparta correspond à la province du même nom et envoie 4 députés à la Grande assemblée nationale de Turquie.

## Composition
La circonscription d'Isparta est divisée en 13 districts (ilçe). Chaque district est composé d'un chef-lieu et de municipalités (communes et villages).

## Résultats électoraux

### Élections législatives de 2018
| Partis                   | Partis                                        | Voix    | %     | Sièges | +/-           | Élus                                                  |
| ------------------------ | --------------------------------------------- | ------- | ----- | ------ | ------------- | ----------------------------------------------------- |
|                          | Parti de la justice et du développement (AKP) | 133 707 | 47,75 | 3      | 1             | Süreyya Sadi Bilgiç, Recep Özel et Mehmet Uğur Gökgöz |
|                          | Le Bon Parti (İYİ)                            | 51 509  | 18,39 | 1      | Nv.           | Aylin Cesur                                           |
|                          | Parti républicain du peuple (CHP)             | 46 224  | 16,51 | 0      | 1             |                                                       |
|                          | Parti d'action nationaliste (MHP)             | 36 767  | 13,13 | 0      | 1             |                                                       |
|                          | Parti démocratique des peuples (HDP)          | 5 959   | 2,13  | 0      | en stagnation |                                                       |
|                          | Parti de la félicité (SP)                     | 4 211   | 1,50  | 0      | en stagnation |                                                       |
|                          | Parti patriote (VATAN)                        | 919     | 0,33  | 0      | en stagnation |                                                       |
|                          | Parti de la cause libre (HÜDA PAR)            | 721     | 0,26  | 0      | en stagnation |                                                       |
|                          |                                               |         |       |        |               |                                                       |
| Total                    | Total                                         | 280 017 | 100   | 4      | en stagnation | -                                                     |
| Inscrits / participation | Inscrits / participation                      | 312 990 | 89,10 |        |               |                                                       |

### Élections législatives de 2023
| Partis                   | Partis                                        | Voix    | %     | Sièges | +/-           | Élus                              |
| ------------------------ | --------------------------------------------- | ------- | ----- | ------ | ------------- | --------------------------------- |
|                          | Parti de la justice et du développement (AKP) | 96 638  | 32,69 | 2      | 1             | Mehmet Uğur Gökgöz et Osman Zabun |
|                          | Parti républicain du peuple (CHP)             | 65 788  | 22,26 | 1      | 1             | Hikmet Yalım Halıcı               |
|                          | Parti d'action nationaliste (MHP)             | 60 266  | 20,39 | 1      | 1             | Hasan Basri Sönmez                |
|                          | Le Bon Parti (İYİ)                            | 48 271  | 16,33 | 0      | 1             |                                   |
|                          | Parti de la victoire (ZP)                     | 5 694   | 1,93  | 0      | Nv.           |                                   |
|                          | Nouveau parti de la prospérité (YRP)          | 5 384   | 1,82  | 0      | Nv.           |                                   |
|                          | Parti de la gauche verte (YSP)                | 2 956   | 1,00  | 0      | en stagnation |                                   |
|                          | Parti de la patrie (M)                        | 2 561   | 0,87  | 0      | Nv.           |                                   |
|                          | Parti de la grande unité (BBP)                | 1 598   | 0,54  | 0      | en stagnation |                                   |
|                          | Parti des travailleurs de Turquie (TIP)       | 1 185   | 0,40  | 0      | en stagnation |                                   |
|                          | Parti de la justice (AP)                      | 1 145   | 0,39  | 0      | Nv.           |                                   |
|                          | Parti jeune (GP)                              | 506     | 0,17  | 0      | en stagnation |                                   |
|                          | Parti de la mère patrie (ANAP)                | 485     | 0,16  | 0      | en stagnation |                                   |
|                          | Parti patriote (VATAN)                        | 391     | 0,13  | 0      | en stagnation |                                   |
|                          | Parti de la nation (MP)                       | 341     | 0,12  | 0      | en stagnation |                                   |
|                          | Parti des droits et libertés (HAK)            | 273     | 0,09  | 0      | en stagnation |                                   |
|                          | Parti communiste de Turquie (TKP)             | 213     | 0,07  | 0      | en stagnation |                                   |
|                          | Parti de libération du peuple (HKP)           | 193     | 0,07  | 0      | en stagnation |                                   |
|                          | Parti de la route nationale (MYP)             | 136     | 0,05  | 0      | Nv.           |                                   |
|                          | Mouvement communiste (TKH)                    | 88      | 0,03  | 0      | Nv.           |                                   |
|                          | Parti de gauche (SOL)                         | 88      | 0,03  | 0      | en stagnation |                                   |
|                          | Parti de l'innovation (YP)                    | 64      | 0,02  | 0      | Nv.           |                                   |
|                          | Parti de la justice et de l'unité (AB)        | 13      | 0,00  | 0      | Nv.           |                                   |
|                          | Parti de l'union du pouvoir (GBP)             | 5       | 0,00  | 0      | Nv.           |                                   |
|                          | Indépendants (Ind.)                           | 1 293   | 0,44  | 0      | en stagnation |                                   |
|                          |                                               |         |       |        |               |                                   |
| Total                    | Total                                         | 295 575 | 100   | 4      | en stagnation | -                                 |
| Inscrits / participation | Inscrits / participation                      | 328 395 | 89,73 |        |               |                                   |